# Henken Widengren
Henken Widengren (ur. 20 czerwca 1910 w Vingåker) – szwedzki kierowca wyścigowy i biznesmen. Brat kierowcy wyścigowego Pera-Viktora Widengrena.

## Kariera
W wyścigach samochodowych Widengren startował głównie w wyścigach Grand Prix oraz w wyścigach samochodów sportowych. W 1932 roku Szwed pojawił się w stawce 24-godzinnego wyścigu Le Mans w klasie 1.5. Odniósł zwycięstwo w swojej klasie, a w klasyfikacji generalnej uplasował się na piątym miejscu. W tym samym roku był dziewiąty w wyścigu na lodzie o Zimowe Grand Prix Szwecji. W późniejszych latach startował także w innych wyścigach lodowych, a także w Grand Prix Finlandii oraz British Empire Trophy.